# Meirion
Meirion ou Meirchion (latin Marianus roi de Meirionydd fl. dans la décennie 490.

Meirion dont le nom est une celtisation du nom latin Marianus est le fondateur éponyme semi légendaire du royaume de Meirionydd. Il est traditionnellement considéré comme le petit-fils de Cunedda. 
Son père Tybion demeure apparemment dans le Gododdin lorsque Cunedda et ses autres fils se rendent dans le pays de Galles. Meirion les rejoint à une date ultérieure. Le royaume de Meirionydd est culturellement au départ  une partie du Powys mais il devient un royaume vassal du Gwynedd par l'action expansionniste des fils de Cunedda et bien qu'il possède sa propre dynastie pendant plusieurs siècles jusque dans la décennie 890 il n'est pas vraiment indépendant. Ses souverains qui laissent une trace significative dans l'histoire du pays de Galles sont : Gwrin Farfdrwch, Idris ou Iudric, Brochmael Ier et Cynan ap Brochmael ab Ednyfed.